# Durbania amakosa
The Amakosa Rocksitter (Durbania amakosa) là một loài bướm ngày thuộc họ Bướm xanh. Loài này có ở Nam Phi.
Sải cánh dài 26–35 mm đối với con đực và 29–38 mm đối với con cái. Con trưởng thành bay từ tháng 11 đến tháng 1. Có một lứa một năm.
Ấu trùng ăn Cyanobacteria species.

## Phụ loài
- Durbania amakosa amakosa (KwaZulu-Natal và East Cape)
- Durbania amakosa natalensis van Son, 1959 (KwaZulu-Natal midlands và Drakensberg foothills)
- Durbania amakosa ayresi van Son, 1941 (along Drakensberg from Swaziland to Mpumalanga)
- Durbania amakosa penningtoni van Son, 1959 (East Cape from Bedford to Grahamstown và Port Elizaberth)
- Durbania amakosa albescens Quickelberge, 1981 (localised from Margate to Port Edward in phía nam KwaZulu-Natal)
- Durbania amakosa flavida Quickelberge, 1981 (rare và localised in lower KwaZulu-Natal hills)
- Durbania amakosa sagittata Henning & Henning, 1993 (eastern Drakensberg và Maluti foothills và Orange Free State)